# 1963-as cannes-i filmfesztivál
A 16. Cannes-i Nemzetközi Filmfesztivál 1963. május 9. és 23. között került megrendezésre, Armand Salacrou francia író elnökletével. A versenyben 26 nagyjátékfilm és 22 rövidfilm vett részt, továbbá két – világpremierként vetített, azonban a versenybe való beválogatásra nem érdemesített – filmet: Fellini 8 és ½, valamint Hitchcock Madarak című alkotásait versenyen kívül mutatták be. A Kritikusok Hete elnevezésű párhuzamos rendezvény keretében 10 filmet indítottak, azonban végül csupán 9-et vetítettek le.
Az Arany Pálma odaítélésével a papírforma jött be. Visconti filmje, A párduc, legesélyesebbként érkezett Cannes-ba. A kitűnő rendezés, a felvonultatott filmcsillagok (Claudia Cardinale, Alain Delon, Burt Lancaster és Serge Reggiani), valamint Nino Rota nagyszerű zenéje mellett a közönségsikerhez egy hatásvadász reklámfogás is hozzájárult: a fotósok nagy örömére a film főszereplőnője, az aktuális szupersztár, valódi gepárddal sétálgatott a Croisette-en… A közönség ítélete azonban nem minden esetben találkozik a zsűriével: a Méhkirálynő díjazását füttyszó kísérte, mire Marco Ferreri rendező kijelentette: „Nem az én hibám, hogy nekem adták”. Ugyanakkor zajos tetszésnyilvánítás kísérte a témájánál fogva hátborzongató Harakirit.
A fesztivál története során másodízben adtak át Gary Cooper-díjat; a Ne bántsátok a feketerigót!! című amerikai filmdrámát jutalmazták vele, tartalma és annak feldolgozása során felmutatott emberi értékek elismeréseként .
A felsoroltakon túl a mozi kedvencei közül az új alkotásokban láthatók voltak: Louis de Funès, Jean-Claude Brialy és Michel Serrault (Hogyan lettem vezérigazgató?), Marina Vlady (Méhkirálynő, valamint La cage), Ugo Tognazzi (Méhkirálynő), Charles Aznavour és Marie Laforêt (Le rat d’Amérique), valamint Gregory Peck és Robert Duvall (Ne bántsátok a feketerigót!)
Kisebbfajta szenzációt keltett – de a rakétaválságot követően mindenféleképpen provokációnak volt tekinthető – egy kubai film (El Otro Cristóbal) bemutatása és Arany Pálmára jelölése. A sértett amerikaiak kijelentették: a jövőben nem a legjobb filmjeiket küldik Cannes-ba…
Magyar részről a Csurka István forgatókönyve alapján készült Fejér Tamás-alkotás, a Kertes házak utcája indult a versenyprogramban, Bara Margit és Gábor Miklós főszereplésével. A rövidfilmek versenyében játszották Szabó István Te című kisjátékfilmjét, amely a zsűri külön dicséretében részesült. Ugyanebben a kategóriában versenyzett a budapesti tizenkettők (2000) egyikének alkotója, az ekkor már Ausztriában élő Szőts István dokumentumfilmje (Das Grabmal des Kaisers).

## Zsűri

### Versenyprogram
- Armand Salacrou, író – a zsűri elnöke –  Franciaország
- Jurenev, történész –  Szovjetunió
- François Chavane, filmproducer –  Franciaország
- Gian-Luigi Rondi, újságíró  Olaszország
- Jacqueline Audry, filmrendező –  Franciaország
- Jean de Baroncelli, filmkritikus –  Franciaország
- Kavakita Kasiko, köztisztviselő –  Japán
- Robert Hossein, színész –  Franciaország
- Rouben Mamoulian, filmrendező –  Amerikai Egyesült Államok
- Steven Pallos, filmproducer –  Egyesült Királyság
- Wilfrid Baumgartner, a BDF hivatalos képviselője –  Franciaország

### Rövidfilmek
- Henri Alekan, operatőr – a zsűri elnöke –  Franciaország
- Ahmed Sefrioui, író –  Marokkó
- Karl Schedereit, filmproducer –  NSZK
- Robert Aalla, filmrendező –  Franciaország
- Semih Tugrul, újságíró –  Törökország

## Hivatalos válogatás

### Nagyjátékfilmek versenye
- Als twee druppels water – rendező: Fons Rademakers
- Alvorada – Aufbruch brasilien – rendező: Hugo Niebeling
- Az prijde kocour (Amikor jön a macska)[1] – rendező: Vojtech Jasny
- Carambolages (Hogyan lettem vezérigazgató?) – rendező: Marcel Bluwal
- Codine (Codine) – rendező: Henri Colpi
- El buen amor – rendező: Francisco Regueiro
- El otro Cristóbal – rendező: Armand Gatti
- I fidanzati (Jegyesek) – rendező: Ermanno Olmi
- Il Gattopardo (A párduc) – rendező: Luchino Visconti
- Jak byc kochana (Útban Párizs felé) – rendező: Wojciech Has
- Kertes házak utcája – rendező: Fejér Tamás
- La cage – rendező: Robert Darène
- La reine diabolique – rendező: Han Hsiang Li
- L'Ape regina (Méhkirálynő) – rendező: Marco Ferreri
- Le rat d’Amérique – rendező: Jean-Gabriel Albicocco
- Les abysses – rendező: Nikos Papatakis
- Lord of the Flies (A legyek ura) – rendező: Peter Brook
- Los venerables todos – rendező: Manuel Antin
- Optimiszticseszkaja tragedija – rendező: Szamszon Szamszonov
- Ouranos – rendező: Takis Kanellopoulos
- Pour la suite du monde – rendező:Pierre Perrault és Michel Brault
- Szeppuku (Harakiri) – rendező: Kobajasi Maszaki
- This Sporting Life (Egy ember ára) – rendező: Lindsay Anderson
- To Kill a Mockingbird (Ne bántsátok a feketerigót!) – rendező: Robert Mulligan
- Tyutyun – rendező: Nikola Korabov
- What Ever Happened to Baby Jane? (Mi történt Baby Jane-nel?) – rendező: Robert Aldrich

### Nagyjátékfilmek versenyen kívül
- Otto e mezzo (8 és ½)[1] – rendező: Federico Fellini
- The Birds (Madarak) – rendező: Alfred Hitchcock

### Rövidfilmek versenye
- A fleur d’eau – rendező: Alex Seiler
- Bouket zvezdi – rendező: Radka Bachavarova
- Citizens of Tomorrow – rendező: Jamie Uys
- Das Grabmal des Kaisers – rendező: Szőts István
- Di domenica – rendező: Luigi Bazzoni
- Geel – rendező: Costia De Renesse
- Geschwindigkeit – rendező: Edgar Reitz
- Égypte ô Égypte: Image du ciel – rendező: Jacques Brissot
- La ferriera abbandonata – rendező: Aglauco Casadio
- Le haricot – rendező: Edmond Séchan
- Moj stan – rendező: Zvonimir Berković
- Nakymaton kasi – rendező: Veronica Leo
- Oslo – rendező: Jørgen Roos
- Playa insólita – rendező: Javier Aguirre
- Sous le signe de Neptune – rendező: A.F. Sulc
- The Critic – rendező: Ernest Pintoff
- The King's Breakfast – rendező: Wendy Toye
- The Ride – rendező: Gerald Potterton
- Te – rendező: Szabó István
- Un prince belge de l'Europe, Charles Joseph de Ligne – rendező: Jacques Kupissonoff
- Zeilen – rendező: Hattum Hoving
- Zeleznicári – rendező: Evald Schorm

## Párhuzamos rendezvény

### Kritikusok Hete
- Déjà s’envole la fleur maigre (Már repül is a csenevész virág)[1] – rendező: Paul Meyer
- Hallelujah the Hills – rendező: Adolfas Mokas
- Le joli mai (Szép május I-II.) – rendező: Chris Marker és Pierre Lhomme
- Le péché suédois (Gyerekkocsi) – rendező: Bo Widerberg
- Otosiana – rendező: Tesigahara Hirosi
- Pelle viva – rendező: Giuseppe Fina
- Porto das Cixcas – rendező: Paulo Cezar Saraceni
- Seul ou avec d’autres – rendező: Denys Arcand, Denis Héroux és Stéphane Venne
- Showman[2] – rendező: Albert Maysles és David Maysles
- Slinko v sieti – rendező: Stefan Uher

## Díjak

### Nagyjátékfilmek
- Arany Pálma: Il Gattopardo (A párduc)[1] – rendező: Luchino Visconti
- A zsűri különdíja:
  - Szeppuku (Harakiri) – rendező: Kobajasi Maszaki
  - Az prijde kocour (Amikor jön a macska) – rendező: Vojtech Jasny
- Legjobb női alakítás díja: Marina Vlady – L'Ape regina (Méhkirálynő)
- Legjobb férfi alakítás díja: Richard Harris – This Sporting Life (Egy ember ára)
- Forradalmi hősköltemény legjobb felidézésének díja: Optimiszticseszkaja tragedija – rendező: Szamszon Szamszonov
- Legjobb forgatókönyv díja: Codine (Codine) – forgatókönyvíró: Henri Colpi
- Gary Cooper-díj: To Kill a Mockingbird (Ne bántsátok a feketerigót!) – rendező: Robert Mulligan
- FIPRESCI-díj:
  - This Sporting Life (Egy ember ára) – rendező: Lindsay Anderson
  - Le joli mai (Szép május I-II.)[3] – rendező: Chris Marker
- Technikai nagydíj:
  - Az prijde kocour (Amikor jön a macska) – rendező: Vojtech Jasny
  - Codine (Codine) – rendező: Henri Colpi
- OCIC-díj: I fidanzati (Jegyesek) – rendező: Ermanno Olmi

### Rövidfilmek
- Arany Pálma (rövidfilm) (megosztva):
  - A fleur d’eau – rendező: Alex Seiler
  - Le haricot – rendező: Edmond Séchan
- A zsűri különdíja (rövidfilm): Moj stan – rendező: Zvonimir Berković
- A zsűri külön dicsérete (rövidfilm):
  - Di domenica – rendező: Luigi Bazzoni
  - Te – rendező: Szabó István
- Technikai nagydíj: Zeilen – rendező: Hattum Hoving